# ميخائيل كالفو
ميخائيل كالفو هو منافس ألعاب قوى كوبي، ولد في 26 ديسمبر 1977 في ليمونار ‏ في كوبا.

## وصلات خارجية
- ميخائيل كالفو على موقع الاتحاد الدولي لألعاب القوى (الإنجليزية)
- ميخائيل كالفو على موقع أوليمبيديا (الإنجليزية)